# Lusakn
Lusakn (in armeno Լուսակն?) è un comune dell'Armenia di 198 abitanti (2001) della provincia di Aragatsotn.